# Szépítő Bizottság

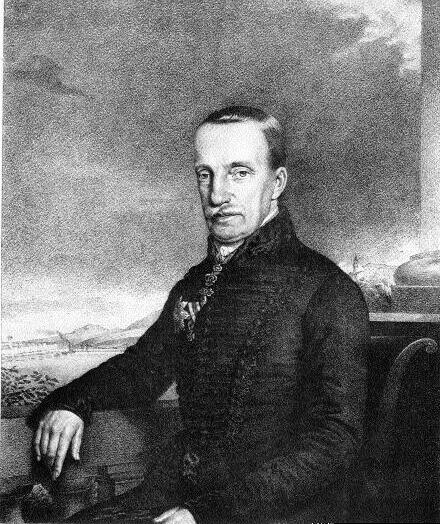
József nádor

A Szépítő Bizottság (más néven Szépítő Bizottmány vagy Szépészeti Bizottmány) József nádor által  1808-ban létrehozott testület volt. Az 1857-ig működő Bizottság biztosította az új építkezések városrendezési szempontból átgondolt jellegét és a stílusegységet, ezzel elősegítette a klasszicizmus polgári szemléletűvé válását.

## Megalakulása
A 19. század elején a Helytartótanács elfogadta Hild János építész Pest városrendezésére vonatkozó javaslatát. Az elgondolások megvalósítása érdekében József nádor már 1805-ben előterjesztéssel élt a Ferenc császár bécsi udvarához. A Szépítő Bizottság e javaslat elfogadása után, 1808. október 11-én alakult meg. Ettől fogva Dégen Jakab volt a város főmérnöke, míg 1809-től Pollack Mihály építész volt a Bizottság építészeti tanácsadója.

## Tevékenysége
- Hild János terve a mai Nagykörúton belüli területre vonatkozott és tartalmazta az országutakból kialakult sugárút-rendszert.

Annak érdekében, hogy Pest összeolvadhasson a külvárosokkal, lebontották a városkapukat és a városnak Buda töröktől való visszafoglalása óta pusztuló városfalak jelentős részét.
- A Bizottság támogatta a korszak nagy jelentőségű városrendezési munkáit, mint pl. a Városliget kialakítását vagy a Ferencvárosban a Molnár-tó feltöltését, az Üllői úti fasor telepítését, segítette a város egységes stílusú épületekkel való gazdagítását. (Ebben a szellemben épült a Nemzeti Múzeum is.)
- Közvetlenül az 1838-as pesti árvíz után, 1839-ben részletes városrendezési szabályzatot dolgoztak ki, majd 1849-ben ezt módosították. Szabályozták pl. az emeletmagasságot, az axistávolságokat, a főpárkányok magasságát, megkövetelték a homlokzati falak síkban tartását stb.
- Bár 1848. április 2-án gróf Széchenyi István elnökölt egy ülésen, és a jegyzőkönyveket attól fogva magyarul készítették, a reformkorban oly nagy tekintélyű Bizottság népszerűsége és hatékonysága csökkent, s a Bach-korszakban már csak az adminisztratív feladatokra összepontosította figyelmét.

## Megszűnése
A Bizottság 1857-ben megszűnt, feladatait az Építészeti Bizottmány vette át.